# St. Ludwig (Wipfeld)

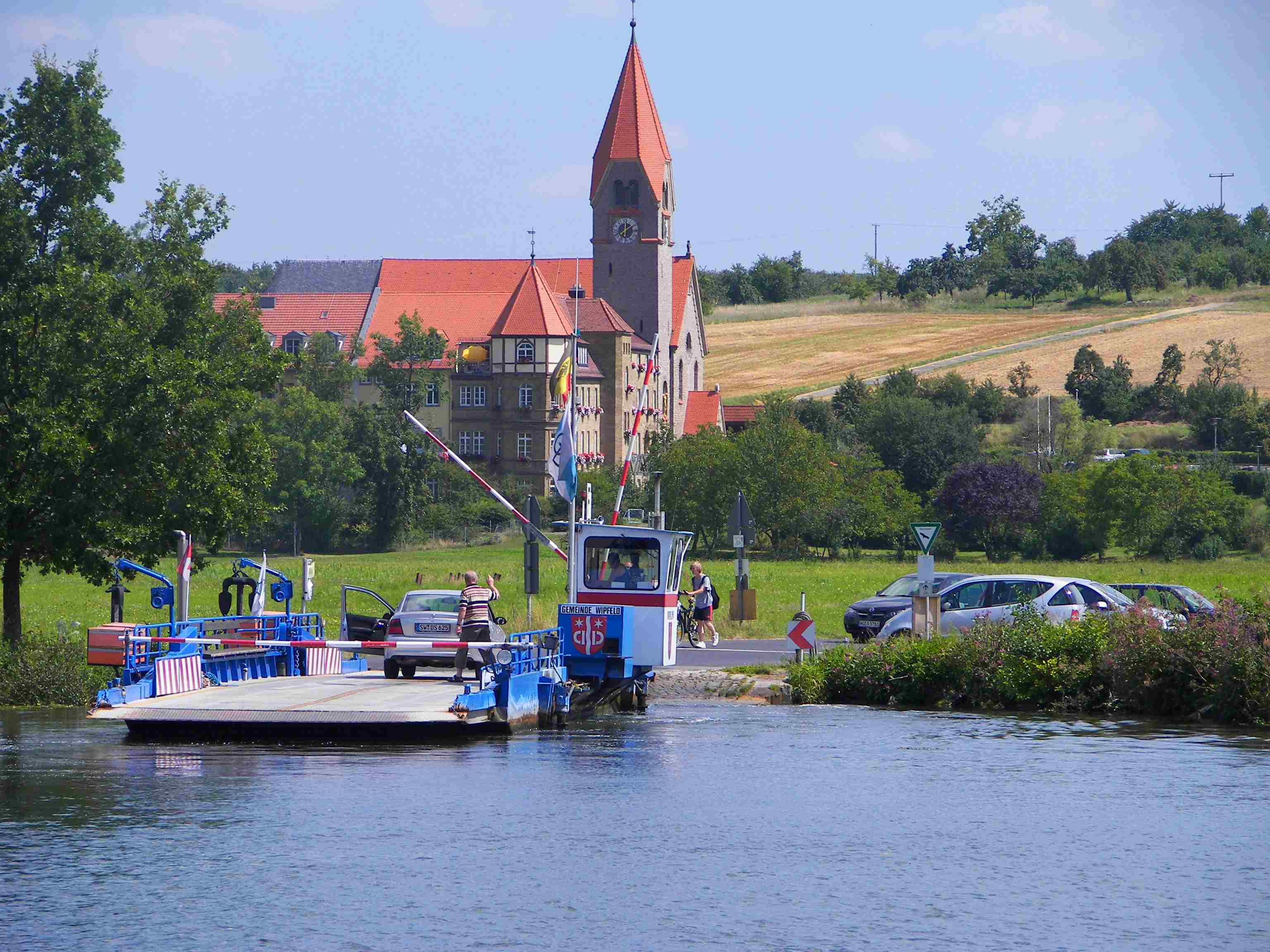
Wipfeld, Kloster St. Ludwig und Fähre

St. Ludwig ist ein Gemeindeteil der Gemeinde Wipfeld im unterfränkischen Landkreis Schweinfurt in Bayern. Mit dem auf der anderen Mainseite liegenden Ort Wipfeld ist St. Ludwig durch einen Fährbetrieb verbunden.

## Geschichte

### Mineralbad
Die Entdeckung von fünf Schwefelheilquellen war die Grundlage für den Kurbetrieb des von 1811 bis 1901 bestehenden und nach Ludwig I. benannten Ludwigsbades. Großherzog Ferdinand von Toskana war ein Förderer des Mineralbades.

### Benediktinerkloster
Nach dem Ende des Kurbetriebs 1901 wurden die Gebäude von Mönchen der Erzabtei St. Ottilien als Benediktinerkloster ausgebaut und ein Gymnasium eingerichtet. Ebenfalls 1901 berief St. Ottilien den Pater Plazidus Vogel an die Spitze dieser Neugründung. Die Klosterkirche zur Heiligen Familie wurde in den Jahren 1906 bis 1909 im neoromanischen Stil mit der Ausstattung nach Art der Beuroner Schule errichtet, außerdem enthält sie eine 2-manualige Orgel der Firma Klais von 1908. Durch die schnell wachsende Gemeinschaft kamen die Gebäude und die Ausbaumöglichkeiten in St. Ludwig bald an ihre Grenzen. Deshalb erfolgte 1913 der Umzug der Mönche in das seit 1803 verlassene Kloster Münsterschwarzach.

### Jugendhilfeeinrichtung
Seit 1965 befindet sich in St. Ludwig eine heilpädagogisch-therapeutische Jugendhilfeeinrichtung für Mädchen und junge Frauen mit dem Schwerpunkt Traumapädagogik. Gesellschafterin der Antonia-Werr-Zentrum GmbH ist die Kongregation der Dienerinnen der heiligen Kindheit Jesu vom Dritten Orden des heiligen Franziskus in Oberzell.